# سبورت توبلومي (داشوغوز)
سبورت توبلومي هو ملعب كرة قدم متعدد الأغراض يقع في تركمانستان، يتسع لجلوس 10،000 متفرج. تم افتتاحه في 2010.

## روابط خارجية
- صور الملعب
- فيديو من الملعب